# De Strekenkat
De Strekenkat (Engels: The Wicked Cat) is het tiende, en vooralsnog laatste naar het Nederlands vertaalde, deel uit de jeugdboekenserie Spookermonde van de Amerikaanse auteur Christopher Pike. Het verscheen in 1996 in de Verenigde Staten en werd in 1999 vertaald in het Nederlands.

## Verhaal
Een zwarte kat kruist het pad van Adam, Cindy, Sara en Watch en brengt hen en anderen in Spookermonde ongeluk.

## Personages
- Cindy Makey
- Adam Freeman
- Watch
- Sara Wilcox